# Marquette-en-Ostrevant
Marquette-en-Ostrevant település Franciaországban, Nord megyében. Lakosainak száma 1953 fő (2022. január 1.). Marquette-en-Ostrevant Mastaing, Wasnes-au-Bac, Wavrechain-sous-Faulx, Bouchain, Émerchicourt és Marcq-en-Ostrevent községekkel határos.

## Népesség
A település népességének változása:
| Lakosok száma | 1784 | 1837 | 1877 | 1873 | 1885 | 1897 | 1919 | 1931 | 1953 |
|               | 2013 | 2015 | 2016 | 2017 | 2018 | 2019 | 2020 | 2021 | 2022 |